# Ириновка (Павлодарская область)
Ириновка (каз. Ириновка) — упразднённое село в Щербактинском районе Павлодарской области Казахстана. Входило в состав Татьяновского сельского округа. Ликвидировано в 2000 г.

## Население
В 1989 году население села составляло 123 человека. По данным переписи 1999 года в селе постоянное население отсутствовало.